# Léo Costa
Leonardo Fabricio Soares da Costa, meglio noto come Léo Costa (São José dos Campos, 3 marzo 1986), è un calciatore brasiliano, centrocampista del Lemense FC.

## Palmarès

### Club

#### Competizioni statali
- Campeonato Paulista Série A2: 2

Santo André: 2008
São Bernardo: 2012